# Фрајхер
Фрајхер је титула коју носе породице које припадају нижем племству. Ова титула се јавља у Немачкој, Аустроугарској, нордијским и балтичким земљама. У Немачкој се ова титула до 1919. године стављала испред личног имена, када постаје саставни део презимена. Титула фрајхер је у истом рангу са титулом барон.